# 아키텐급 호위함
아키텐급 호위함은 프랑스와 이탈리아가 공동 개발한 FREMM급 함선으로 프랑스 해군의 최신형 호위함이다. 만재 배수량 6천톤이며, 프랑스판 이지스함이다. 이탈리아의 동급함은 베르가미니급 호위함이라고 부른다.

## 역사
1번함 아키텐함은 2012년 11월 프랑스 해군에 취역했다. 원래 만재배수량 1200톤인 69형 초계함 9척을 대체하기 위해 개발했다. 배수량 천톤이면 한국의 천안함이다. 프랑스 해군은 대잠 구축함 6척, 방공 구축함 2척을 건조할 계획이다.

## 모로코
모로코 해군에 1척을 수출했다.

## 같이 보기
- 베르가미니급 호위함 - 이탈리아 해군의 동급함
- 고르쉬코프급 호위함 - 러시아판 5천톤급 이지스함
- KDDX - 한국판 6천톤급 이지스함